# Clio (Iowa)
Pour les articles homonymes, voir Clio (homonymie).
Clio est une ville, du comté de Wayne en Iowa, aux États-Unis. Elle est incorporée le 20 février 1882.

## Source de la traduction
- (en) Cet article est partiellement ou en totalité issu de l’article de Wikipédia en anglais intitulé « Clio, Iowa » (voir la liste des auteurs).